# だるま食品
だるま食品株式会社（だるましょくひん）は、茨城県水戸市に本社を置く食品メーカー。納豆及び納豆加工品類の製造販売を行う。

## 主な製品
- 納豆 - 「だるま納豆」
  - 包装形態にこだわった商品。
    - 「藁苞納豆」- 納豆の豆を稲藁を束ねて包むようにしている納豆で、古来からの納豆の伝統的製法[1]。通称として「わら納豆」とも呼ばれる。
    - 経木納豆 - 「木経木」 で包装している納豆。
    - パック入り納豆・ミニカップ入り納豆。

  - 製造に使用する大豆にこだわった商品。
    - 「伝承納豆」 - 茨城県産古品種大豆「だいず農林1号[2]。を使用した納豆。
ほか、「茨城県産」・「国産」と、産地指定商品がある。
- 納豆を加工した食品。
  - そぼろ納豆
  - 冷凍餃子 - 冷凍食品。
  - 納豆ふりかけ - 乾燥納豆を主原料とする「ふりかけ」。
  - 壜詰「納豆惣菜」
  - インスタント品 - 納豆汁・レトルトカレー[3][4]・インスタントラーメン
- 納豆を使用した菓子
  - 乾燥納豆 - 減圧フライ加工品と天日干し品の2種。
  - チョコ納豆 - 乾燥納豆をチョコレートでコーティングした菓子。藁苞に入っており、クローブ・シナモン・ジンジャーとプレーンの4種類が販売されている。2006年には佐藤卓が水戸芸術館で企画展を開催した事を機に、佐藤のパッケージデザインに改められた。2010年には、コみケッとSP in 水戸とのタイアップで、さくら小春のイラストを使用した商品もコみケッと会場などで限定販売された。
  - 納豆ジェラート - 冷凍品。イタリアンジェラート専門店「ジェラテリア ルッジェーリ」（大阪市浪速区）とのコラボレーション商品。
  - ほか、スナック・せんべい等
- 納豆のたれ - ボトル詰め。

## 沿革
- 1948年（昭和23年）10月 - 初代高野一郎が高野商店として創業[5]。
- 昭和50年（1975年）代に入り、パック納豆の自動ラインの導入と水戸駅前の電光掲示板での広告開始[5]。
- 1988年（昭和63年）9月 - 有限会社化。「有限会社 だるま納豆本店」と改称[5]。
- 平成に入り、原料大豆の「茨城県産」の小粒大豆の使用率を高める[5]。
- 1997年（平成9年）4月 - 株式会社化。現社名の「だるま食品 株式会社」となる[5]。
- 2006年（平成18年） - チョコ納豆のパッケージを佐藤卓のデザインに改める[6]。
- 2008年（平成20年） - 茨城県の衛生管理認証制度である「いばらきハサップ」第一号取得[7][5]。
- 2008年（平成20年） - 日本最古の大豆品種「だいず農林一号」の復活商品である納豆「伝承納豆」発売開始[5]。
- 2009年（平成21年）11月1日 - 水戸納豆カレー販売開始[8]。
- 2010年（平成22年） - さくら小春デザインのチョコ納豆を限定販売[9]。
- 2011年（平成23年）4月 - 東日本大震災被災[5]。
- 2015年（平成27年）2月 - 「納豆惣菜」シリーズ第1弾「スタミナ水戸納豆」発売開始[10]。

## テレビ番組
- 日経スペシャル ガイアの夜明け シリーズ「デフレと闘う!」第1弾 スーパー特売品の攻防（2010年1月19日、テレビ東京）[11] - スーパーの販売網だけに頼らない納豆メーカーの取り組みを取材。

## その他
- コンビニエンスストア「セイコーマート」向け弁当製造を主とする食品製造業の同名会社「だるま食品株式会社」（本社 : 北海道札幌市手稲区）の製造工場が、1988年（昭和63年）より2005年（平成17年） まで茨城県土浦市に存在した[12]が、当社とは一切関係ない。